# Joe Osborn
 (avril 2019).
Pour les articles homonymes, voir Osborn.
Joe Osborn, né le 28 août 1937 à Mound en Louisiane et mort le 14 décembre 2018 à Greenwood, est un bassiste américain. Connu surtout pour son travail avec le groupe  The Carpenters, il fait partie de l'ensemble informel The Wrecking Crew. Avec des centaines de sessions à son actif, il est  parmi les bassistes les plus enregistrés dans l'histoire de la production discographique. Avant la creation d'un basse signature Jon Osborn par la marque Lakland, il utilisait un Fender Jazz bass avec des cordes filet plat jouées au médiator.

## Biographie

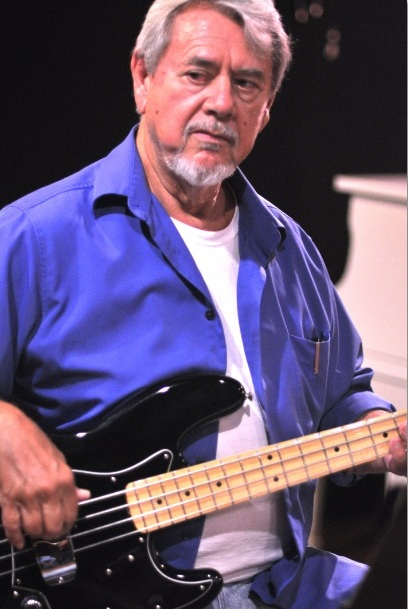
Joe Osborn

## Discographie partielle
- Travelin' Man (Ricky Nelson)
- Memphis (Johnny Rivers)
- California Dreamin' (The Mamas & the Papas)
- Windy (The Association)
- MacArthur Park (Richard Harris)
- Aquarius/Let the Sunshine In (The 5th Dimension)
- The Only Living Boy in New York (Simon & Garfunkel)
- For All We Know (The Carpenters)
- Forgiven, Don Francisco, 1977
- It's Going to Take Some Time (The Carpenters)
- Bridge over Troubled Water (Simon & Garfunkel)
- Midnight Confessions (The Grass Roots)
- Ventura Highway (America)
- Love Clock 恋時計 (Masa Takagi)